# Casper Herman Krebs
Casper Herman Krebs, född 26 april 1688 i Ingermanland, död 7 mars 1771 i Vårdnäs socken, var en svensk militär.

## Biografi
Casper Herman Krebs trädde år 1703 i tjänst som musketerare vid garnisonsregementet i Stade i det svenska Bremen-Verden. Där avancerade han till korpral, förare och fänrik. År 1710 blev han löjtnant. År 1712 invaderade danska och hannoveranska trupper Bremen-Verden och danskarna tvingade den svenska garnisonen i Stade att kapitulera. Därefter anslöt Krebs sig till general Magnus Stenbocks armé. På så sätt kom han år 1713 att vara med om belägringen av Tönning i Holstein där Stenbocks trupper om 11 000 man sökte skydd. Livsmedlen räckte inte till och Stenbock med armé måste kapitulera till danskarna. 
Krebs var med om belägringen av Wismar, som varade från juni 1715 till april 1716. Då staden föll miste Sverige sin sista besittning i Tyskland och striderna i Pommern upphörde. Redan under första hälften av år 1716 deltog han i det svenska anfallet på Norge som avslutades utan resultat. Efter kampanjen i Norge utsågs han till premiärlöjtnant vid Östgöta infanteriregemente. I början av år 1718 blev han premiärkapten vid Smålands äntergastregemente och deltog som sådan i Karl XII:s fälttåg mot Norge i november samma år. Efter kungens död den sista november avbröts anfallet och huvudarmén återvände till Sverige. Sommaren 1719 utsågs Krebs till kapten vid Östgöta infanteriregemente. Krebs gifte sig första gången 1719 med Beata Orrfelt (1692–1719), som avled bara två veckor efter vigseln. Han gifte sig andra gången 1722 på Hamra i Vårdnäs socken med Jeannetta Christina von Müllern som dog i barnsäng inte ens ett år efter vigseln. Hans tredje fru blev 1727 Anna Sofia Brunow (1700–1746). Krebs gifte sig ännu en fjärde gång 1747 med Maria Christina Gyllenhammar [1716–1748), som avled inom mindre än ett år.
Krebs deltog i Hattarnas ryska krig 1741–1743 och avancerade i krigets slutskede till major. År 1748 blev han riddare av Svärdsorden och 1755 fick han överstelöjtnants karaktär. År 1757 utsågs han till överstelöjtnant vid sitt gamla regemente. År 1760 transporterades han till Jönköpings regemente men beviljades avsked efter inte ens ett år och avled i Vårdnäs socken år 1771.